# Tvornica Autobusa Zagreb
Tvornica Autobusa Zagreb (TAZ) — бывший югославский и хорватский производитель автобусов и грузовиков, находившийся в Дубраве, Загреб. Самым известным продуктом компании был TAZ «Dubrava» 14. Компания прекратила существование в 2000 году.

## История
Производство автобусов, основанных на деревянном каркасе, началось в Загребе в 1930 году. В 1948 году фабрика получила название «Autokaroserija Zagreb».
В 1950 году было установлено сотрудничество с фабрикой ФАП и Фамос (Fabrika Motora Sarajevo) из Сараево. В 1954 году завод TAZ был переведён в район Дубрава под Загребом. В 1969 году компания стала основателем объединения FAP Famos Beograd, в состав которой вошли ФАП, Фамос и TAZ, а также Sanos из Скопье.
Автобусы Sanos были построены с двигателями, расположенными сзади, а автобусы Dubrava (TAZ), в зависимости от типа, имели двигатели, расположенные спереди или сзади. Sanos и Dubrava имели подобную конструкцию для средней части кузова, а разница во внешнем виде брендов заключалась в конструкции передней части корпуса автобуса. Тогда же началась сотрудничество с компанией Daimler-Benz для обновления модельного ряда.
В 1980 году на фабрике работало 1200 человек и производилось в среднем 500—600 автобусов (до 900) в год. Продукция экспортировалась в Китай, Финляндию и Египет.
В 1991 году, после провозглашения независимости Хорватии от Югославии, производство начало резко сокращаться, и к концу 1990-х полностью прекратилось.

## Продукция
- TAZ Neretva
- TAZ 1419
- TAZ 1427
- TAZ Dubrava